# Triyoduro de escandio
El triyoduro de escandio, también conocido como yoduro de escandio, es un compuesto inorgánico con la fórmula ScI3 y pertenece a la clase de los yoduros de lantánido. Se trata de un polvo amarillento. Se utiliza en lámparas de halogenuros metálicos junto con compuestos similares, como el yoduro de cesio, debido a su capacidad para maximizar la emisión de rayos ultravioleta y prolongar la vida útil de las bombillas. La emisión UV maximizada puede ajustarse a un rango que inicia fotopolimerizaciones.
El triyoduro de escandio adopta una estructura similar a la del tricloruro de hierro (FeCl3), y cristaliza en una red romboédrica. El escandio tiene un número de coordinación de 6, mientras que el yodo tiene un número de coordinación de 3 y es trigonal piramidal.
El triyoduro de escandio más puro se obtiene mediante reacción directa de los elementos:
2 Sc + 3 I2 → 2 ScI3
Como alternativa, pero menos eficaz, se puede producir triyoduro de escandio anhidro deshidratando. ScI3(H2O)6.

## Más información
- Tomasz Mioduski, Cezary Gumiski y Dewen Zeng "Yoduros y bromuros de metales de tierras raras en agua y sistemas acuosos. Parte 1. Yoduros" Revista de datos de referencia físicos y químicos 2012, vol. 41, doi 10.1063/1.3682093